# Selle de motocyclette
Pour les articles homonymes, voir Selle.
Une selle de motocyclette est la partie d'une motocyclette sur laquelle le conducteur, et son éventuel passager, s'assoit. La selle peut être pour une seule personne ou bien double pour servir au conducteur et au passager. Son épaisseur est faible sur les motos de course ou de tout-terrain ; elle est inexistante en trial. Une selle plus basse peut être disponible en option.

## Composition
La selle peut être en différents matériaux à l'instar du cuir ou du plastique mais plus généralement sur les motos modernes d'un revêtement cuir ou apparenté et garni de mousse ou de gel pour le confort.

## Rangement
La selle peut être amovible ou basculer sur un côté, et fermant à clé, pour par exemple accéder à un petit coffre (rangement d'outils, de lampes de secours, d'un antivol, d'un gilet de haute visibilité, des gants, d'une combinaison de pluie, etc.) ou à la batterie. Certaines selles offrent un petit espace de rangement.

## Galerie

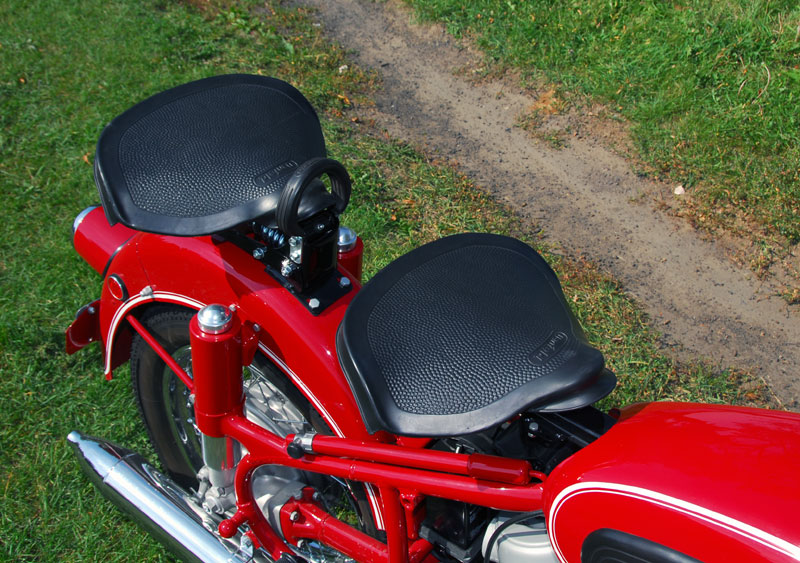
Selles distinctes entre conducteur et passager.
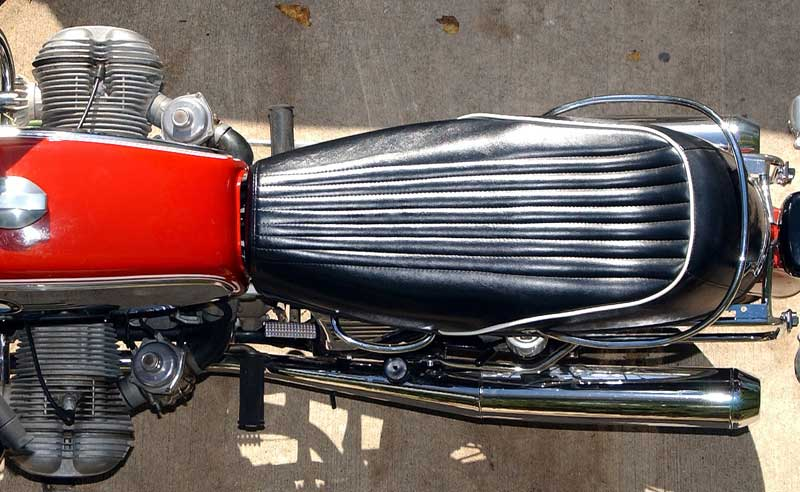
Selle double d'une seule pièce.
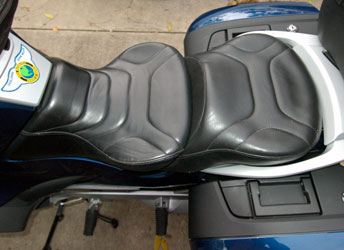
Selles distinctes entre conducteur et passager sur une BMW R 1200 RT (2007).
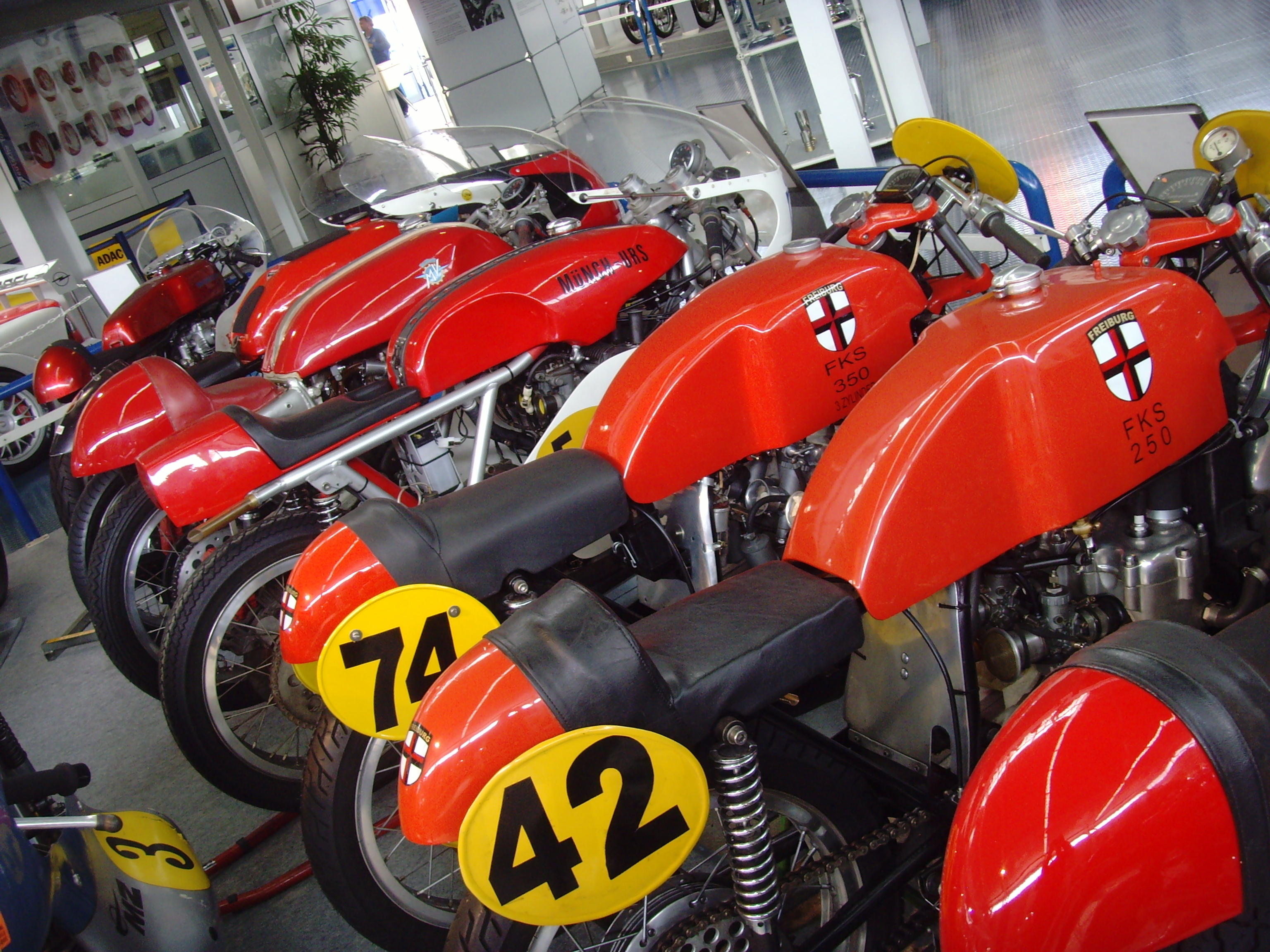
Selles individuelles sur des motos de course.